# Deruta
Deruta är en ort och kommun i provinsen Perugia i regionen Umbrien i Italien. Kommunen hade 9 705 invånare (2018).